# BBN聖書放送
BBN聖書放送（ビービーエヌせいしょほうそう、Bible Broadcasting Network）は、アメリカ、ノースカロライナ州シャーロットにある超教派のキリスト教ラジオ放送局である。

## 概要
- 「聖書は真理であり絶対的権威である神様のみ言葉である」という立場に立つキリスト教ラジオ放送局。福音宣教とクリスチャンの霊的サポートを行っている。
- 超教派の働きで、特定の団体に属していない。ただし、創造科学や若い地球説などを信じ進化論を批判するなど、教義解釈はプロテスタント系で福音派的、根本主義的、原理主義的である。
- 主な働きは地上波とインターネットによるラジオ放送でクリスチャン音楽と聖書のメッセージだけを放送している。他にも、ホームページにおいて文字による伝道やリソースの提供、無料の通信講座であるBBN聖書学院、伝道ツールの提供、また、ライブチャットなども行っている。
- 放送は毎日24時間、一年中放送している。コマーシャルや商品の宣伝は一切なく、必要な経費はリスナーの献金のみによって賄われている。
- 現在8つの原語（日本語、韓国語、ポルトガル語、中国語、スペイン語、英語、ドイツ語、ロシア語）で提供しており、英語、スペイン語、そしてポルトガル語は地上波のAMとFM放送局を、北米と南米に合わせて14か国に持っている。日本語を含むその他の言語はインターネットラジオのみである。
- 2億人を超すリスナーがいる。

## 歴史
1968年5月28日に創立者であるロウエル・デイヴィーが、5年間使われていなかったノーフォークにあったラジオ放送局の購入を申し出た。このラジオ放送局は競売にかけられることになったが、その時できたアメリカ連邦通信委員会の特別な規則で、他の会社がこの放送局の電波を購入できなくなり、競争相手がいなくなった。デイヴィーの所持金は約5千ドルのみだったが、当初8万ドルの値段がつけられたこの放送局は2万2千ドルまで値下がり、その放送局に残っていた機材を売り必要な残りの10,000ドルを借りて、無事、放送局を購入することが出来た。
1969年3月18日、Christian Communication Inc, （後にBible Broadcasting Networkに改名）として登録した。その後の様々な問題や課題を乗り越え、1971年に10月2日、5:00pm BBNの第一声が放送された。
1971年に英語の放送が始まり、その後も世界宣教のビジョンのもと、スペイン語（1996年）、ポルトガル語（1999年）、中国語（2000年）、日本語（2001年）、韓国語（2001年）、ドイツ語（2003年）、ロシア語（2004年）と働きが拡大した。将来的には言語を増やしたいと願っている。

## 信条
- 聖書は、原典において逐語的に霊感を受けた、人の信仰と行動に対する誤りのない絶対的権威をもつ神のことばである、と私たちは信じます。
- 父、子、聖霊はそれぞれ人格をもった三位一体の神である、と私たちは信じます。
- 悪魔とも呼ばれるサタンは、人格を持ち、罪にある人を支配する存在である、と私たちは信じます。
- 人は、生まれながらに原罪があるままさまよっていて、その完全に堕落した状態から救われるためには、新しく生まれ変わる必要がある、と私たちは信じます。
- イエス・キリストは神であられ、処女より降誕され、死なれ、肉体をもって甦られ、昇天され、今は神の右におられ、そして千年王国の前に、まもなくご自身が再臨される、と私たちは信じます。
- 罪びとの贖いは、私たちの主であり救い主であるイエス・キリストが私たちに代わって血を流し死んでくださったことにより成された、と私たちは信じます。
- 救われた者は、肉体をもって甦り、神の国（天国）において祝福の中で永遠に生き、救われていない者は、肉体をもって甦り、地獄において永遠の裁きを受ける、と私たちは信じます。
- キリストの花嫁でありキリストのからだである教会は、新生した人々のみで成り、キリストは今、教会のために天の国において父なる神に執り成しておられ、やがて教会のために再び来られる、と私たちは信じます。
- 教会に与えられたキリストの大宣教命令は、全世界に出て行き、全ての人に福音を宣べ伝え、信じる者にバプテスマを授け、教えることである、と私たちは信じます。
- 神は、夫婦関係以外には性的行為をしてはならないと命じている、と私たちは信じます。「結婚」という語の正しい意味は唯一であって、神が良しとされ、聖書に正確に記されているように、一人の独身男性と一人の独身女性が契約により結び合わされることである、と私たちは信じます。また、同性同士の性的関係や獣姦、近親相姦、姦淫、不倫、性転換、ポルノは、神が与えた性の目的から逸脱した罪である、と私たちは信じます。さらに、手術であれ見せかけであれ、性転換しようとすることは、神は喜ばれず禁じている、と私たちは信じます。（創世記2:24、19:5、13、26:8-9、レビ18:1-30、ローマ1:26-29、1コリント5:1、6:9、 1テサロニケ4:1-8、へブル13:4）
- すべての人のいのちは、神がご自身に似せて創造された尊いものである、と私たちは信じます。人は胎児であれ老人であれ、また、肉体や精神の障害や病の有る無しに関係なく、自然死するまで、どのような状態であっても、そのいのちは、計りきれないほど価値のある尊いものです。それゆえ、私たちは、全ての人命を尊重し、危害から守り、擁護するようにと神から召されています。（詩篇139）